# Pazifisches Südpolarbecken
Koordinaten: 60° 0′ S, 115° 0′ W
Das Pazifische Südpolarbecken (auch bekannt als Pazifisch-Antarktisches Becken) ist ein Seebecken im südöstlichen Pazifischen Ozean. Es ist bis zu 5399 m tief und liegt zwischen dem Südausläufer des Ostpazifischen Rückens im Norden, der Osterschwelle und der Südspitze von Südamerika im Nordosten, dem bereits zum Atlantik gehörenden Südantillenbecken im Osten, Westantarktika im Südosten und Süden sowie dem Südpazifischen Rücken im Westen und Nordwesten.
Die Benennung des Beckens ist seit Januar 1963 vom Advisory Committee on Undersea Features (ACUF) anerkannt.